# Беляночка ирландская
Беляночка ирландская (лат. Leptidea juvernica) — дневная бабочка из семейства белянок (Pieridae, род Leptidea). Этимология латинского названия — juvernica — «ирландская» — так как первые экземпляры, по которым был описан данный таксон, были собраны в Ирландии.

## Замечания по систематике
До 2011 года особи данного таксона с большей территории своего ареала трактовались как вид Leptidea reali (белянка Реала, Reissinger, 1990), но после проведения молекулярного анализа (исследование было основано на анализе кариотипа и анализе митохондриальных маркеров ядерной ДНК) выяснилось, что последний достоверно известен только с Пиренейского и Апеннинского полуостровов и южной Франции.
На большей части своего ареала беляночка ирландская симпатрична с видом беляночка горошковая и, по-видимому, аллопатрична (или парапатрична) белянке Реала, от которой данный вид морфологически не отличим (в том числе на основании строения гениталий).

## Описание
Размах крыльев 36—44 мм. Верхняя сторона крыльев — белая. Половой диморфизм выражен в том, что у самцов вершина крыльев с тёмным пятном.

## Ареал
Распространён от Ирландии на западе до Западной Сибири и Восточного Казахстана на востоке. Вид лесной зоны и лесостепи; в степной зоне его почти нет. Населяет опушки лесов, поляны, обочины дорог, луга различных типов, берега рек, ручьев и других водоёмов, реже поля. В горах поднимается на высоты до 2000 м над уровнем моря.

## Биология
В средней полосе своего ареала вид развивается в двух поколениях, на юге ареала, а также в отдельные жаркие годы отмечается появление третьего поколения. Время лёта первого поколения — с конца апреля до середины июня, второго — с начала июня до середины августа. На юге бабочки летают с небольшими перерывами с апреля по октябрь. Гусеницы питаются исключительно растениями из семейства бобовых и активны только по ночам. Зимует куколка.